# مصیده، حمص
مصیده (به عربی: مصیدة) یک روستا در سوریه است که در استان حمص واقع شده‌است. مصیده ۷۹۲ نفر جمعیت دارد.